# Технологічне підготовлення виробництва
Технологі́чне підгото́влення виробни́цтва (ТПВ) — сукупність заходів, яка охоплює проектування технологічних процесів виробництва, вибір та розміщення устаткування, визначення технологічного оснащення, розроблення методів технічного контролю, нормування матеріально-технічних витрат і забезпечує випуск продукції потрібного рівня якості за встановлених термінів та обсягів випуску. Є одним з основних видів технічного підготовлення виробництва.
Технологічне підготовлення виробництва регламентується системою стандартів «Єдина система технологічної підготовки виробництва» (ЄСТПВ), які передбачають єдиний для всіх підприємств системний підхід до організації цього процесу.
З точки зору ЄСТПВ технологічне підготовлення виробництва передбачає вирішення задач за напрямками:
- забезпечення технологічності конструкції виробу;
- проектування технологічних процесів та розроблення технологічної документації;
- проектування і виготовлення технологічного оснащення;
- організація і управління процесом технологічного підготовлення виробництва.

Технологічним підготовленням виробництва на підприємстві займаються відділи головного технолога, головного металурга, а також технологічні бюро, у підпорядкуванні яких знаходяться основні виробничі цехи. Матеріальною базою для них є інструментальний та модельний цехи, технологічні лабораторії, дослідне виробництво.